# Jolet Lommen
Jolet Lommen (Utrecht, 29 februari 1996) is een Nederlands voetbalspeelster. Ze speelde twee seizoenen voor Saestum, waarmee ze kampioen werd. In het seizoen 2018–19 speelde ze voor VV Alkmaar. Na een jaar bij Saestum te hebben gespeeld, speelde ze in het seizoen 2020–21 voor KAA Gent Ladies. In 2021 maakte Lommen bekend dat ze na het seizoen 2020-21 afscheid nam van het voetbal. 

## Statistieken
| Seizoen | Club            | Land      | Competitie   | Wedstrijden | Doelpunten |
| ------- | --------------- | --------- | ------------ | ----------- | ---------- |
| 2018/19 | VV Alkmaar      | Nederland | Eredivisie   | 18          | 2          |
| 2019/20 | SV Saestum      | Nederland | Topklasse    | –           | –          |
| 2020/21 | KAA Gent Ladies | België    | Super League | 21          | 10         |
| Totaal  | Totaal          | Totaal    | Totaal       | 39          | 12         |

Laatste update: juni 2021

## Privé
Lommen woont in Utrecht.